# فیبر فلزی
فیبر فلزی به فیبرهای مصنوعی که ترکیبی از فلز، پلاستیک پوشش داده شده با فلز، فلز پوشش داده شده با پلاستیک یا هسته که کاملاً با فلز پوشش داده شده‌است، گفته می‌شود. طلا و نقره از زمان قدیم به شکل الیاف برای ترئین پارچه مورد استفاده گرفته‌است. در سالیان اخیر، الیاف آلومینیم، الیاف پلاستیک آلومینیم دار و الیاف نایلون آلومینیم دار جایگزین آهن و نقره شده‌اند. رشته‌های فلزی را می‌توان برای کاهش کدری با فیلم‌های شفاف پوشش داد.
فیبرهای فلزی را می‌توان از تراشیدن سیم (فولاد کرک مانند)، کشش توده‌ای از سیم‌هایی با قطر بزرگتر، ریخته‌گری فلزات ذوب شده یا رشد اطراف یک هسته (معمولاً کربن) نیز بدست آورد.

## تاریخچه
طلا و نقره به عنوان تزئینات در البسه و پارچه‌های پادشاهان، رهبران و افراد اشراف‌زاده و ثروتمندان مورد استفاده بود. تعداد زیادی از این پارچه‌های ارزشمند را می‌توان در موزه‌ها سرتاسر جهان یافت. از لحاظ تاریخی، کلاف فلزی با پیچیدن باریکه‌های فلزی به دور هسته‌های فیبری(کتان یا ابریشم) ساخته می‌شد، بیشتر از روشی که باعث افزایش کیفیت بصری تزئین می‌شد. پارچه‌ها و لباس‌های قدیمی که تماماً یا قسمتی از ان با نخ‌های طلا دوخته شده بود را لباس طلایی می‌نامیدند. این لباس‌ها بین قرن‌های ۷ تا ۹ میلادی در روم شرقی بافته می‌شد و سپس در سیسیلی، قبرس، لوکا و ونیز بافته می‌شد. بافندگی در قرن ۱۲، دوران میراث چنگیز مغول، وقتی که هنر و تجارت رونق گرفت، زیر نظر مغول‌هایی که بر خاورمیانه و چین حکم روایی می‌کردند شکوفا شد.
شرکت Dobeckmum اولین فیبر فلزی مدرن را در سال ۱۹۴۶ ساخت. در گذشته، آلومینیم پایهٔ فیبرهای فلزی بود ولی اخیراً فولاد ضدزنگ(stainless steel)تبدیل به پایه فیبرهای فلزی شده‌است. کار با فولاد ضدزنگ در این مورد سخت‌تر می‌باشد ولی ویژگی‌هایی را به الیاف می‌دهد که می‌توان در کارهای پیشرفته تر مورد استفاده قرار داد.

## ویژگی‌های فیبر
تارهای فلزی پوشش داده شده به کاهش کدری کمک می‌کند. وقتی که چسبنده‌ها و فیلم‌های مناسب مورد استفاده قرار گیرد باعث می‌شود که تار تحت تأثیر آب نمک دار، آب کلر دار در استخرها یا شرایط جوی قرار نگیرد. چیزی از فیبرهای فلزی تولید شده برچسب‌های لارم را نداشته باشد، باید به شکل خشک تمیز شود. اتو کردن می‌تواند برای الیاف فلزی مشکل ساز باشد زیرا حرارت حاصل از این کار به خصوص دمای بالا می‌تواند باعث ذوب شدن فیبرها شود.
فیبر فولاد ضدزنگ یک کامپوزیت شامل کربن، سیلیکون، منگنز، فسفر، گوگرد می‌باشد. این فیبرها دارای ویژگی ضد اکسیداسیون، هدایت الکتریکی و مقاومت گرمایی می‌باشد.

## روش تولید
دو فرایند اصلی در تولید فیبر فلزی مورد استفاده قرار می‌گیرد. روش متداول آن فرایند ورقه ورقه(laminating process)می‌باشد که در این روش یک لایه آلومینیم را بین دو لایهٔ استات یا فیلم پلی استری می‌چسبانند. این فیبرها سپس به باریکه‌های طولی برای نخ و تبدیل به قرقره بریده می‌شوند. فلز می‌تواند رنگ شود و به فیلمی چسبیده شود. رنگ‌ها و اثرهای بسیار متفاوتی را می‌توان در فیبرهای فلزی ایجاد کرد که باعث ایجاد شکل‌های متفاوتی می‌شود.
فیبرهای فلزی را همچنین می‌توان با فرایند فلز کاری(metalizing process) تولید کرد. این فرایند شامل گرم کردن فلز تا وقتی که بخار شود و گذاشتن آن در فشار بالا بر روی فیلم پلی استری می‌باشد. در این فرایند فیبرها نازک‌تر، انعطاف پذیرتر، با دوام تر و نرم‌تر می‌شوند.
فیبرهای فلزی را همچنین ممکن است با تراشیدن سیم، کشش توده‌ای از میله‌هایی با قطر بزرگتر (کوچکترین فیبر به این روش تولید می‌شود)، ریختگری فلزات مذاب یا رشد پیرامون یک هسته (عموماً کربن) تولید کرد. فیبرهای فلزی که به روش کشش توده‌ای تولید شده‌اند را می‌توان در قطرهایی کمتر از یک میکرومتر تولید کرد.

## علامت تجاری

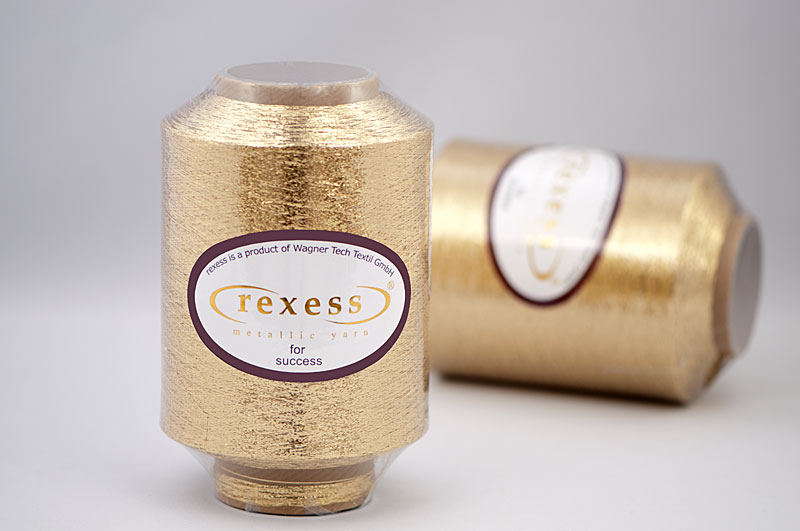
الیاق فلزی

شرکت لورکس(Lurex)بیشتر از ۵۰ سال است که در اروپا فیبرهای فلزی را تولید می‌کند. انواع گوناگونی از فیبرها به وسیله این شرکت تولید می‌شود از جمله فیبرهای مورد استفاده در پارچه‌های لباس، قلابدوزی، بافندگی، لباس‌های نظامی، لوازم زینتی، طناب و سیم. بیشتر فیبرهای لورکس دارای پوشش پلی آمیدی می‌باشند ولی پلی استر و ویسکوز نیز استفاده می‌شوند. فیبرها همچنین به وسیله مادهٔ P.W. که یک ماده معدنی بر پایه روغن می‌باشد روغن کاری می‌شوند، که به راحتی کار کمک می‌کنند.
شرکت ملتان(Melton)یک برند برای نخ‌های فلزی در آمریکا می‌باشد که بیش از ۶۰ سال در این صنعت مشغول به فعالیت است. ملتان نخ‌های فلزی خود را با پیچیدن دولایه نایلون بر روی شکاف نخ تولید می‌کند. یک طرف نایلون به شکل ساعتگرد و طرف دیگر به شکل پادساعتگرد پیچیده شده‌است. بیشترین نایلون مورد استفاده 15 denier (واحد اندازه‌گیری چگالی خطی فیبرها) یا 20 denier می‌باشد ولی denierهای سنگین تر برای کاربردهای خاصی مورد استفاده قرار می‌گیرد.

## کاربردها
متداول‌ترین کاربرد فیبرهای فلزی، روکش وپارچه‌هایی از جمله پارچه زربافت می‌باشد. بیشتر مردم فیبرهای فلزی را در بافتن مورد استفاده قرار می‌دهند. فیبرهای فلزی در حال رواج پیدا کردن در پوشاک هستند، از لباس‌های عادی تا لباس‌های مخصوص سرما. نخ‌های فلزی به پارچه‌های متنوعی بافته می‌شوند. همچنین نخ‌های فلزی با الیاف دیگری از جمله کتان، نایلون یا الیاف مصنوعی ترکیب می‌شود و جلوه‌های جدیدی را به لباس می‌دهد.
فولادهای ضدزنگ و دیگر فیبرهای فلزی در خط‌های ارتباطی از جمله خط‌های تلفن و خط‌های تلویزیون کابلی کاربرد دارند. همچنین فیبر فولادهای ضدزنگ در صنعت پارچه از جمله پارچه‌های ضد تابش(anti-radiation) و لباس‌های مقاوم به گرما مورد استفاده قرار میگرد.
فولادهای ضدزنگ در فرش‌ها نیز مورد استفاده قرار می‌گیرند. فیبرها به شکل پراکنده در فرش قرار گرفته‌اند تا بر روی یک دیگر تأثیر نگذارند. وجود این فیبرها باعث انتقال الکتریسیته و در نتیجه کاهش شک استاتیکی(static shock) می‌شوند.
از دیگر کاربردهای نوین این مواد می‌شود به کاربرد آن‌ها در تقویت آسفالت اشاره کرد. اریک اشلنگن(Erik Schlangen)، محقق علم مواد در دانشگاه دلف هلند در حال آزمایش آسفالتی است که درون ان فیبرهای فلزی بسیار کوچکی قرار دارند که خاصیت رسانایی را به درون آسفالت انتقال می‌دهند؛ بنابراین با اعمال یک جریان الکتریسیته در طول جاده باعث به وجود آمدن حرارت در فیبرها و آسفالت پیرامون آن شده و از همین رو می‌تواند سبب بسته شدن ترک‌ها در نتیجه جلوگیری از به وجود آمدن گودال‌ها و چاله‌ها شود. تحقیقات نشان می‌دهند که آسفالت‌ها با قابلیت خود ترمیمی، حدود ۲۵ درصد نسبت به روکش‌های معمولی هزینه بیشتری خواهند داشت. اما از طرف دیگر با طول عمر حدوداً دو برابری خود می‌توانند مبلغ قابل توجهی از هزینه‌های نگهداری و ترمیم را کاهش دهند.